# Pili (Camarines Sur)
Pour les articles homonymes, voir Pili.
Pili est une municipalité de la province de Camarines Sur, aux Philippines.